# Miksomatoza
Miksomatoza kunića je akutna kontagiozna zarazna virusna bolest kunića uzrokovana DNK virusom iz skupine boginja, Myxomvirus. Bolest se karakterizira stvaranjem miksomatoznih (želatinoznih) čvorića po glavi, koži, potkožju te angiogenitalnoj regiji.
Najvažniji izvori zaraze su divlji kunić, a izuzetno i zec. Virus se izlučuje preko promjena na koži i sluznicama, a infekcija se širi direktnim ili indirektnim kontaktom. Najvažniji put širenja u prirodnim uvjetima je preko kukaca koji sišu krv (hematofagni insekti) gdje se velika važnost pridodaje kunećoj uši. Budući da su kukci glavni vektori zaraze, s naročitim se intenzitetom javlja u blizini rijeka i močvarnim područjima.